# Aclastus etorofuensis
Aclastus etorofuensis là một loài tò vò trong họ Ichneumonidae.